# 天主教聖雷蒙多諾納圖教區
天主教聖雷蒙多諾納圖教區（拉丁語：Dioecesis Raymundiana），是巴西一個天主教教區，位於皮奧伊州南部。屬特雷西納總教區。
聖雷蒙多諾納圖自治監督區成立於1960年12月7日，1980年10月3日升為教區。2010年有教友174,000人，佔總人口90.2%。有十六個堂區、司鐸廿三人。現任教區主教為若望·桑托斯·卡多索。